# Jugoton
Jugoton je bila prva i najveća diskografska kuća u SFR Jugoslaviji, a bila je smještena u Zagrebu. Osnovana je 10. srpnja 1947. godine na temeljima nacionaliziranog Elektrotona.

## Povijest
Jugoton je osnovan 10. srpnja 1947. godine u Zagrebu. Prvu ploču izdaju iste godine, singlicu pod kataloškim brojem J-1001, na kojoj se nalaze dvije dalmatinske skladbe „Ti tvoji zubić”i i „Jedan mali brodić” u izvedbi Zagreb Male Quinteta. Jugoton je tada proizvodio i galanteriju i kozmetičku ambalažu, a puni naziv tvrtke bio je Tvornica gramofonskih ploča i pribora, te galanterije iz plastičnih masa. Kuća već prve godine proizvodi 33 000 gramofonskih ploča. U proizvodnju gramofonskih ploča od vinila (25-centimetarski LP) ulaze 1956. godine. Iste godine izdaju ploče s narodnim glazbenim sadržajem i prvu solističku ploču zabavne glazbe, koja je nosila naslov Pjeva vam Ivo Robić.
Godine 1957., počinju s izdavanjem singlica (45 okretaja u minuti) i EP-a (33 okretaja i više mjesta na ploči za duže skladbe). Godina 1958. bila je uspješna za Jugoton, izdali su preko 500 000 ploča i proizveli prvu ploču sa stereo zvukom – Tam kjer murke cveto kvinteta Avsenik. Krajem 1959. osniva se još jedna diskografska kuća u SFRJ, beogradski PGP RTB.
Godine 1960., Jugoton proizvodi preko 1 400 000 ploča, a zagrebački RIZ (Radio Industrija Zagreb) proizvodi 100 000 gramofona. U zagrebačkoj Dubravi postavlja se kamen temeljac za novi Jugotonov pogon. Pogon s radom počinje 23. listopada 1963., a već tada proizvode desetak milijuna gramofonskih ploča na godinu. 
Jugoton s vremenom potpisuje i prve licencijske ugovore s diskografskim kućama "RCA", njemačkom tvrtkom "Polydor" i britanskom "Decca" i počinje s objavljivanjem svjetskih izdanja poput ploča Elvisa Presleyja, ali kasnije i izdanja raznih izvođača poput The Beatlesa, The Rolling Stonesa, Madonne, U2-a, David Bowiea, Eurythmicsa, Kate Bush, Kraftwerka, Queena, Deep Purplea, Pink Floyda, Iron Maidena i inih. 
Jugoton je objavio mnoge albume popularnih sastava u Jugoslaviji, Bijelog dugmeta, Azre, Električnog orgazma, Idola, Haustora, Leb i sol, a prvi domaći rock album (LP) bio je Naši dani zagrebačke Grupe 220 objavljen u studenome 1968. Krajem '60-ih produkcija domaćih albuma nije velika, nego tek početkom '70-ih kada izlaze albumi Drage Mlinareca kao solista (1971.) i sastava YU grupa (1972.) i Time (1972.). Najprodavaniji solist bio je Mišo Kovač, a najprodavaniji sastav bili su Novi fosili.

## Croatia Records
Prilikom raspada Jugoslavije i demokratskih promjena u Hrvatskoj 1991. godine, Jugoton je naslijeđem pripao Republici Hrvatskoj i mijenja ime u Croatia Records. Tvrtka se ubrzo privatizira, a jedan od suvlasnika bio je i skladatelj Đorđe Novković, koji je potpisao mnoge najtiražnije naslove ove diskografske kuće. 
U fonoteci diskografske kuće Croatia Records nalazi se preko 70 000 glazbenih snimaka i 14 000 izložaka sa skladbama autora iz raznih dijelova SFR Jugoslavije.

## Konkurencija
Na području SFRJ bilo je još nekoliko diskografskih kuća koje su osnovane kao konkurencija Jugotonu, a neke od poznatijih su; PGP RTB (kasnije mijenjaju ime u „PGP-RTS”) iz Beograda ; Suzy iz Zagreba; Diskoton iz Sarajeva; ZKP RTLJ iz Ljubljane i ostali.

## Nagrade
- 2007: Nagrada Porin za životno djelo za 60 godina rada i glazbenog doprinosa.

## Vanjske poveznice
- Croatia Records - Službene stranice